# ديلان ماكديرموت
ديلان ماكديرموت (بالإنجليزية: Dylan McDermott)‏ ، من مواليد 29 أكتوبر عام 1961م  ، وهو ممثل أمريكي، شارك في عدة أفلام، ومنها فيلم في خط النار عام 1993م، وحصل على جائزة غولدن غلوب عام 1998م.

## مصدر
1. 1 2  Internet Movie Database (بالإنجليزية), QID:Q37312
2. ↑  "Dylan McDermott". TV Guide. مؤرشف من الأصل في 2018-09-03. اطلع عليه بتاريخ 2014-10-29.

## وصلات خارجية
- ديلان ماكديرموت على موقع IMDb (الإنجليزية)
- ديلان ماكديرموت على موقع ميتاكريتيك (الإنجليزية)
- ديلان ماكديرموت على موقع روتن توميتوز (الإنجليزية)
- ديلان ماكديرموت على موقع ألو سيني (الفرنسية)
- ديلان ماكديرموت على موقع أول موفي (الإنجليزية)
- ديلان ماكديرموت على موقع قاعدة بيانات برودواي على الإنترنت (الإنجليزية)
- ديلان ماكديرموت على موقع قاعدة بيانات برودواي على الإنترنت (الإنجليزية)
- ديلان ماكديرموت على موقع قاعدة بيانات الأفلام السويدية (السويدية)
- ديلان ماكديرموت على موقع إن إن دي بي (الإنجليزية)
- ديلان ماكديرموت على موقع قاعدة بيانات الفيلم (الإنجليزية)
- ديلان ماكديرموت في قاعدة بيانات أقل من برودواي على الإنترنت